# ФК „Перун“ (Кресна)
ФК Перун (Кресна) е футболен отбор от гр. Кресна, България.
Състезава се в Югозападна Трета Лига. Цветовете на отбора са бяло и зелено.